# Netzwerk Mittelgroße Universitäten
Das Netzwerk Mittelgroße Universitäten (MGU) ist ein Netzwerk von deutschen Universitäten mittlerer Größe. Das Netzwerk wurde im Jahr 2006 auf Initiative der Universitäten Kassel und Oldenburg ins Leben gerufen; im Jahr 2008 konstituierte es sich erstmals unter Netzwerk Mittelgroße Universitäten. Es gehören derzeit (Stand Februar 2019) 18 Universitäten aus dem gesamten Bundesgebiet zum Netzwerk. Die leitende Koordination obliegt Jens Strackeljan, dem Rektor der Otto-von-Guericke-Universität Magdeburg, und Peter Scharff, dem Präsidenten der Technischen Universität Ilmenau.

## Mitglieder
- Otto-Friedrich-Universität Bamberg
- Technische Universität Chemnitz*
- Europa-Universität Viadrina Frankfurt (Oder)
- Universität Greifswald*
- Technische Universität Ilmenau*
- Technische Universität Kaiserslautern
- Universität Kassel*
- Universität Koblenz-Landau*
- Leuphana Universität Lüneburg*
- Otto-von-Guericke-Universität Magdeburg
- Carl von Ossietzky Universität Oldenburg*
- Universität Osnabrück*
- Universität Paderborn*
- Universität Potsdam*
- Universität Rostock*
- Universität des Saarlandes
- Universität Siegen*
- Universität Trier*

Mit * sind die Gründungsmitglieder aus dem Jahr 2008 gekennzeichnet.